# ده أقاشفيع (سررود الشمالي)
ده أقاشفیع (بالفارسية: ده آقاشفیع) هي قرية تقع في إيران في قسم سررود الشمالي الريفي. يقدر عدد سكانها بـ 1199 نسمة بحسب إحصاء 2016.